# Yngvar Lundberg

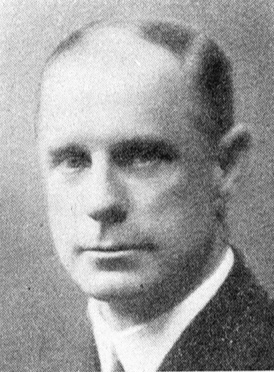
Yngvar Lundberg

Nils Yngvar Lundberg, född 16 november 1880 i Karlstad, död 19 februari 1941 i Helsingfors, var en svensk kapten i väg- och vattenbyggnadskåren och civilingenjör.

## Biografi
Efter studentexamen vid Karlstads högre allmänna läroverk 1899 studerade han vattenbyggnadskonst vid Kungliga tekniska högskolan till 1904. Han var anställd på AB Vattenbyggnadsbyrån 1906–1908 och som stadsingenjör i Eksjö stad 1908–1914. 1914 anställdes han vid Betongbyggnadsaktiebolaget i Sankt Petersburg. Han drev egna guldgruvor i Sibirien 1915–1917. 1918-1922 var han avdelningschef på firman A Agnar Haeger i Stockholm. Han flyttade sedan till Helsingfors där han blev chef på ingenjörsbyrån AB Alfred A. Palmberg och dess chef från 1928. Han var ordförande i Svenska kolonins centralstyrelse i Helsingfors från 1930 samt i Svenska gillet i Finland från 1928.

## Byggnadsritningar (i urval)
- Södra Vedbo tingshus (1911)[2]
- Eksjö sanatorium (1915)

## Bilder

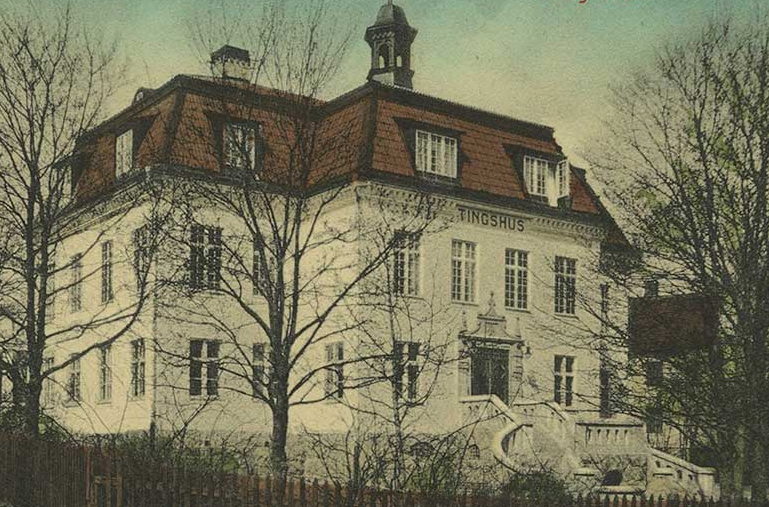
Södra Vedbo tingshus
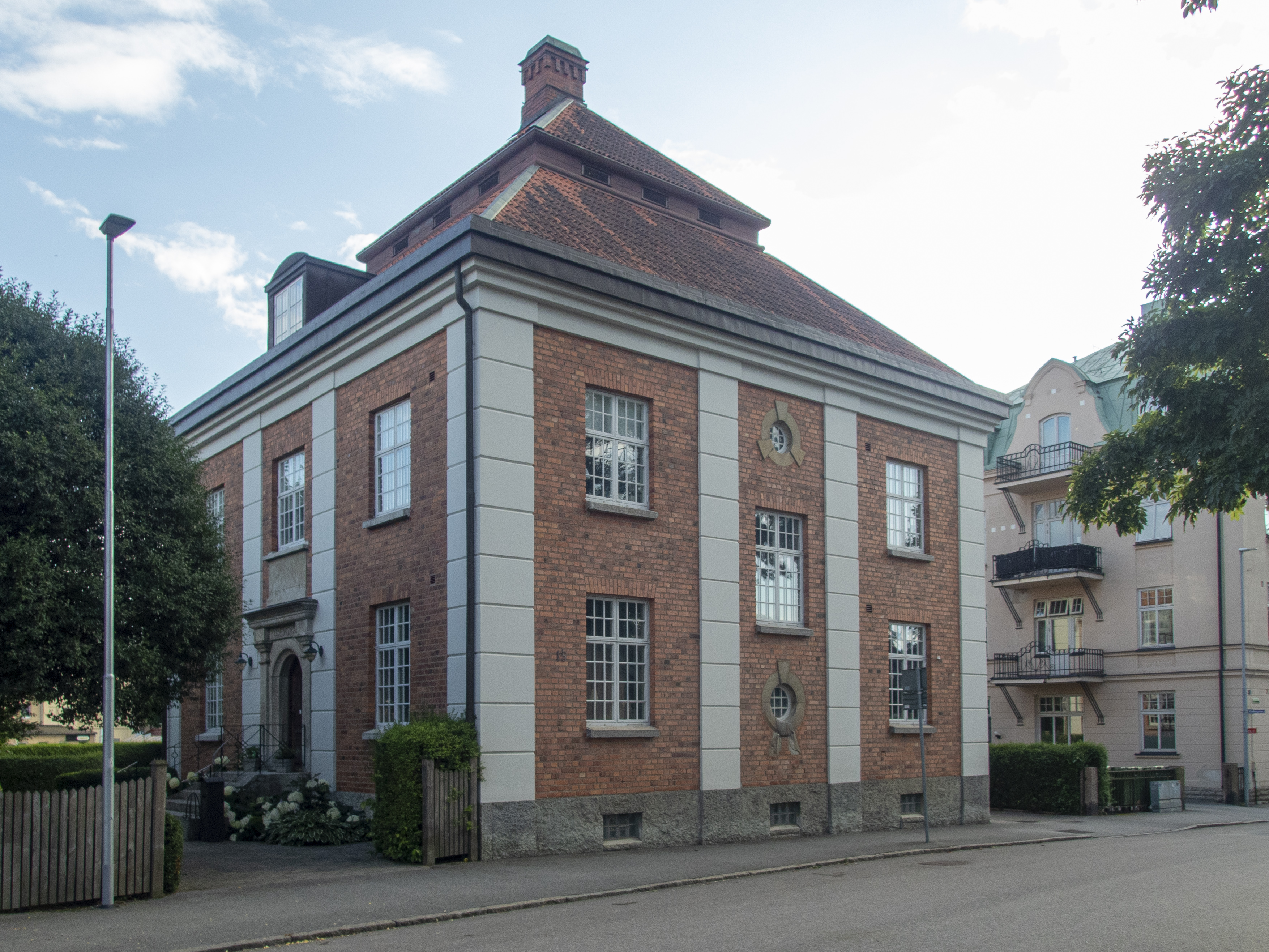
Torsgård, Skara
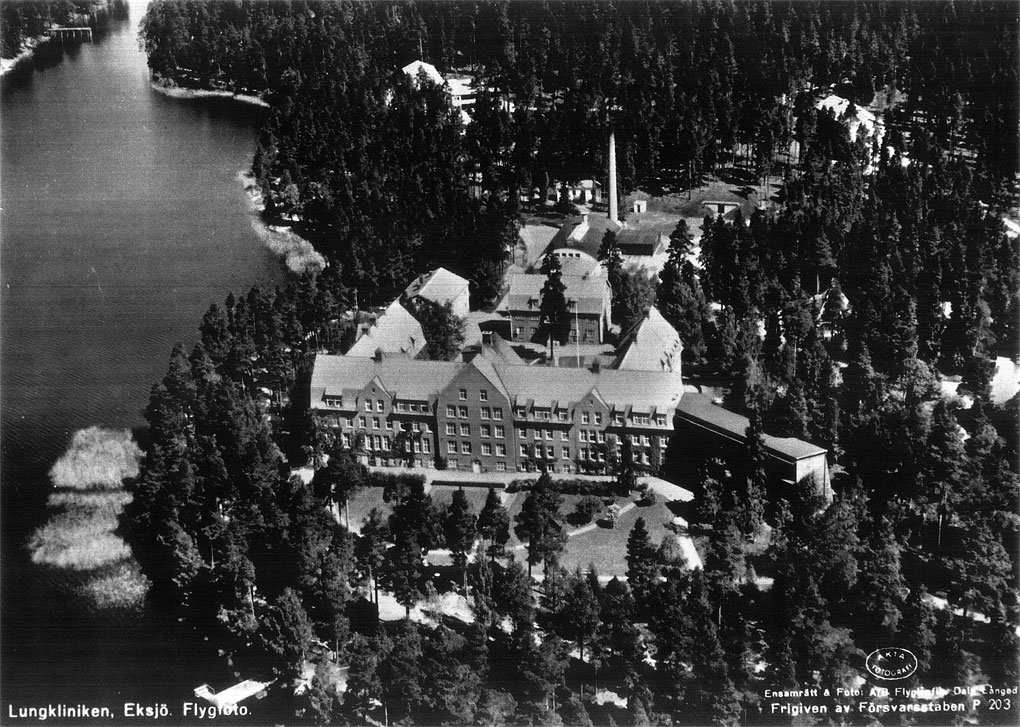
Eksjö Sanatorium